# Denise (nummer)
Denise is een nummer van de Amerikaanse doowopgroep Randy & The Rainbows. Het nummer werd in 1963 uitgebracht op single. In 1978 nam de Amerikaanse band Blondie het nummer op onder de naam Denis. Hun versie, die verscheen op hun album Plastic Letters, werd in februari van dat jaar uitgebracht als de eerste single van het album.

## Versie van Randy & The Rainbows
"Denise" is geschreven door Neil Levenson en is geïnspireerd door zijn jeugdvriendin Denise Lefrak. In 1963 werd het nummer opgenomen door Randy & The Rainbows; de groep kreeg deze naam pas na de opname van het nummer van de platenmaatschappij, nadat zij eerst "Junior & the Counts" en "The Encores" heetten. Het nummer behaalde de tiende plaats in de Verenigde Staten, terwijl in Canada de vijfde plaats behaalde. In deze landen eindigde het nummer respectievelijk op plaats 27 en 60 in de lijsten van de grootste hits van het jaar 1963.

## Versie van Blondie
In 1978 werd "Denise" gecoverd door de new wave-band Blondie, waarbij de titel werd veranderd naar de mannelijke naam "Denis". Het nummer zorgde ervoor dat de band internationaal doorbrak. Deze versie van het nummer bevatte een couplet waarin zangeres Debbie Harry Franse teksten improviseerde. Het nummer werd in februari 1978 uitgebracht en werd een nummer 1-hit in Nederland en Vlaanderen. In een aantal andere landen bereikte het de top 10, waaronder een tweede plaats in het Verenigd Koninkrijk, enkel van de bovenste positie gehouden door "Wuthering Heights" van Kate Bush en later "Matchstalk Men and Matchstalk Cats and Dogs" van Brian and Michael. Opvallend genoeg kwam het in de Verenigde Staten niet in de hitlijsten terecht; in hun thuisland moest de band nog een jaar wachten tot zij door zouden breken met de nummer 1-hit "Heart of Glass".

## Andere versies
In Nederland nam zangeres en actrice Georgina Verbaan een cover op van "Denise", die in 2002 verscheen op haar debuutalbum Sugar Spider. Hiermee behaalde zij de dertigste plaats in zowel de Nederlandse Top 40 als de Mega Top 100.

## Hitnoteringen

### Blondie

#### Nederlandse Top 40
| Hitnotering: 25-02-1978 t/m 13-05-1978 | Hitnotering: 25-02-1978 t/m 13-05-1978 | Hitnotering: 25-02-1978 t/m 13-05-1978 | Hitnotering: 25-02-1978 t/m 13-05-1978 | Hitnotering: 25-02-1978 t/m 13-05-1978 | Hitnotering: 25-02-1978 t/m 13-05-1978 | Hitnotering: 25-02-1978 t/m 13-05-1978 | Hitnotering: 25-02-1978 t/m 13-05-1978 | Hitnotering: 25-02-1978 t/m 13-05-1978 | Hitnotering: 25-02-1978 t/m 13-05-1978 | Hitnotering: 25-02-1978 t/m 13-05-1978 | Hitnotering: 25-02-1978 t/m 13-05-1978 | Hitnotering: 25-02-1978 t/m 13-05-1978 | Hitnotering: 25-02-1978 t/m 13-05-1978 |
| Week                                   | 1                                      | 2                                      | 3                                      | 4                                      | 5                                      | 6                                      | 7                                      | 8                                      | 9                                      | 10                                     | 11                                     | 12                                     |                                        |
| -------------------------------------- | -------------------------------------- | -------------------------------------- | -------------------------------------- | -------------------------------------- | -------------------------------------- | -------------------------------------- | -------------------------------------- | -------------------------------------- | -------------------------------------- | -------------------------------------- | -------------------------------------- | -------------------------------------- | -------------------------------------- |
| Positie                                | 14                                     | 5                                      | 3                                      | 1                                      | 1                                      | 1                                      | 3                                      | 8                                      | 12                                     | 21                                     | 29                                     | 38                                     | uit                                    |

#### Nationale Hitparade
| Hitnotering: 25-02-1978 t/m 13-05-1978 | Hitnotering: 25-02-1978 t/m 13-05-1978 | Hitnotering: 25-02-1978 t/m 13-05-1978 | Hitnotering: 25-02-1978 t/m 13-05-1978 | Hitnotering: 25-02-1978 t/m 13-05-1978 | Hitnotering: 25-02-1978 t/m 13-05-1978 | Hitnotering: 25-02-1978 t/m 13-05-1978 | Hitnotering: 25-02-1978 t/m 13-05-1978 | Hitnotering: 25-02-1978 t/m 13-05-1978 | Hitnotering: 25-02-1978 t/m 13-05-1978 | Hitnotering: 25-02-1978 t/m 13-05-1978 | Hitnotering: 25-02-1978 t/m 13-05-1978 | Hitnotering: 25-02-1978 t/m 13-05-1978 | Hitnotering: 25-02-1978 t/m 13-05-1978 |
| Week                                   | 1                                      | 2                                      | 3                                      | 4                                      | 5                                      | 6                                      | 7                                      | 8                                      | 9                                      | 10                                     | 11                                     | 12                                     |                                        |
| -------------------------------------- | -------------------------------------- | -------------------------------------- | -------------------------------------- | -------------------------------------- | -------------------------------------- | -------------------------------------- | -------------------------------------- | -------------------------------------- | -------------------------------------- | -------------------------------------- | -------------------------------------- | -------------------------------------- | -------------------------------------- |
| Positie                                | 14                                     | 2                                      | 1                                      | 1                                      | 1                                      | 1                                      | 1                                      | 1                                      | 7                                      | 7                                      | 13                                     | 21                                     | uit                                    |

#### NPO Radio 2 Top 2000
| Nummer met noteringen in de NPO Radio 2 Top 2000 | '99 | '00 | '01 | '02 | '03 | '04 | '05 | '06 | '07 | '08 | '09 | '10 | '11 | '12 | '13 | '14 | '15 | '16 | '17 | '18 | '19 | '20 | '21 | '22  | '23 | '24  |
| ------------------------------------------------ | --- | --- | --- | --- | --- | --- | --- | --- | --- | --- | --- | --- | --- | --- | --- | --- | --- | --- | --- | --- | --- | --- | --- | ---- | --- | ---- |
| Denis                                            | 192 | 122 | 193 | 213 | 268 | 164 | 223 | 343 | 406 | 258 | 363 | 301 | 431 | 541 | 700 | 778 | 857 | 707 | 661 | 810 | 898 | 865 | 985 | 1021 | 939 | 1221 |

1. ↑  Een vetgedrukt getal geeft de hoogste notering aan.

### Georgina Verbaan

#### Nederlandse Top 40
| Hitnotering: 16-11-2002 t/m 30-11-2002 | Hitnotering: 16-11-2002 t/m 30-11-2002 | Hitnotering: 16-11-2002 t/m 30-11-2002 | Hitnotering: 16-11-2002 t/m 30-11-2002 | Hitnotering: 16-11-2002 t/m 30-11-2002 |
| Week                                   | 1                                      | 2                                      | 3                                      |                                        |
| -------------------------------------- | -------------------------------------- | -------------------------------------- | -------------------------------------- | -------------------------------------- |
| Positie                                | 30                                     | 37                                     | 36                                     | uit                                    |

#### Mega Top 100
| Hitnotering: 02-11-2002 t/m 18-01-2003 | Hitnotering: 02-11-2002 t/m 18-01-2003 | Hitnotering: 02-11-2002 t/m 18-01-2003 | Hitnotering: 02-11-2002 t/m 18-01-2003 | Hitnotering: 02-11-2002 t/m 18-01-2003 | Hitnotering: 02-11-2002 t/m 18-01-2003 | Hitnotering: 02-11-2002 t/m 18-01-2003 | Hitnotering: 02-11-2002 t/m 18-01-2003 | Hitnotering: 02-11-2002 t/m 18-01-2003 | Hitnotering: 02-11-2002 t/m 18-01-2003 | Hitnotering: 02-11-2002 t/m 18-01-2003 | Hitnotering: 02-11-2002 t/m 18-01-2003 | Hitnotering: 02-11-2002 t/m 18-01-2003 |
| Week                                   | 1                                      | 2                                      | 3                                      | 4                                      | 5                                      | 6                                      | 7                                      | 8                                      | 9                                      | 10                                     | 11                                     |                                        |
| -------------------------------------- | -------------------------------------- | -------------------------------------- | -------------------------------------- | -------------------------------------- | -------------------------------------- | -------------------------------------- | -------------------------------------- | -------------------------------------- | -------------------------------------- | -------------------------------------- | -------------------------------------- | -------------------------------------- |
| Positie                                | 31                                     | 32                                     | 31                                     | 30                                     | 34                                     | 37                                     | 35                                     | 47                                     | 68                                     | 74                                     | 100                                    | uit                                    |